# Frontonas
Frontonas är en kommun i departementet Isère i regionen Auvergne-Rhône-Alpes i sydöstra Frankrike. Kommunen ligger i kantonen Crémieu som tillhör arrondissementet La Tour-du-Pin. År 2022 hade Frontonas 2 116 invånare.

## Befolkningsutveckling
Antalet invånare i kommunen Frontonas
Referens:INSEE